# Греция на «Евровидении-2004»
Выступление Греции на конкурсе песни Евровидение 2004, которое прошло в Стамбуле, стало 25-м конкурсом на Евровидении для Греции. Страну представлял Сакис Рувас с песней Shake It.

## Национальный отбор
Телеканал ERT организовал 5 декабря 2003 года шоу 'Eurostar', в котором приняли участие 36 человек. Они были разбиты на 3 группы по 12. Двое лучших из каждой группы прошли в следующий раунд, где и было выбрано трое лучших, которым была отдана честь выступить на бэк-вокале у Сакиса Руваса.

## Исполнитель
Популярный греческий певец, бывший спортсмен. Родился в Греции, на острове Корфу. Он также преуспел в прыжках с шестом, был принят в греческую национальную сборную.
Первый раз Сакис выступил в 1991 году в Афинах. Именно тогда его и «открыла» звукозаписывающая компания PolyGram и предложила контракт на запись песен. Уже через несколько месяцев Сакис Рувас дебютировал на конкурсе «Thessaloniki Song Festival» с песней «Par' ta», получив свою первую музыкальную награду. Примерно в то же время выпущен дебютный альбом «Sakis Rouvas».

## Выступление
Помимо трёх бэк-вокалистов с Сакисом выступали две танцовщицы. В течение выступления Сакис сорвал с танцовщиц белые костюмы (на картинке), и они остались только в блестящем белье. Позже танцовщицы на две части разорвали и его пиджак.

## Голосование
| Голоса за греческого исполнителя | Голоса за греческого исполнителя                                                    |
| -------------------------------- | ----------------------------------------------------------------------------------- |
| Оценка                           | Страны                                                                              |
| 12                               | Албания, Кипр, Великобритания, Мальта, Румыния                                      |
| 10                               | Израиль, Монако, Турция                                                             |
| 8                                | Андорра, Бельгия                                                                    |
| 7                                | Сербия и Черногория, Германия, Испания, Хорватия, Латвия, Македония, Польша, Россия |
| 6                                | Белоруссия, Финляндия, Франция, Исландия, Нидерланды, Словения                      |
| 5                                | Босния и Герцеговина, Эстония                                                       |
| 4                                | Швеция, Швейцария                                                                   |
| 3                                | Дания                                                                               |
| 2                                | Австрия, Норвегия                                                                   |
| 1                                | −                                                                                   |

| Голоса греческих телезрителей | Голоса греческих телезрителей |
| ----------------------------- | ----------------------------- |
| Оценка                        | Страна                        |
| 12                            | Кипр                          |
| 10                            | Албания                       |
| 8                             | Сербия и Черногория           |
| 7                             | Украина                       |
| 6                             | Турция                        |
| 5                             | Австрия                       |
| 4                             | Польша                        |
| 3                             | Испания                       |
| 2                             | Россия                        |
| 1                             | Мальта                        |